# Elias bok
Elias bok, uppenbarades för profeten Elia. Boken är en judisk apokalyptisk skrift och handlar om sluttidens händelser.